# MX vs. ATV
MX vs. ATV é uma série de jogos eletrônicos de corrida fora de estrada da THQ Nordiq, sendo uma união das séries MX, da THQ, que teve três jogos com a série ATV Offroad Fury, da Sony, que teve quatro jogos, onde os jogadores podem jogar principalmente com motocicletas, quadriciclos e buggys, além de outros veículos em jogos específicos da série.